# Unterwalden (Schiff, 1949)
Der Motorschlepper Unterwalden war das stärkste Schiff einer Dreierserie von Vierschrauben-Schleppern der Schweizerischen Reederei A.G. in Basel. Die beiden anderen Schlepper der Klasse waren die Schwyz und die Uri mit jeweils 3600 PS. Es waren die stärksten Motorschlepper auf dem Rhein.

## Konstruktion
Der in neun wasserdichte Abteilungen unterteilte Rumpf war aus Stahlblech, die Spanten und die Schotten waren genietet, der Aufbau zum größten Teil elektrisch geschweißt. Unter Deck waren im Vor- und Achterschiff die Unterkünfte der Besatzung, daran anschließend zwei Dieseltanks mit je 48 m³. In der Schiffsmitte war der 16 m lange Maschinenraum mit den vier Hauptmotoren. Die Propellerwellen der inneren Maschinen waren 40 m und die der äußeren 33 m lang. Die Propeller hatten einen Durchmesser von 1850 mm und liefen in speziell geformten Tunneln. An den Maschinenraum anschließend lagen nochmals drei Dieseltanks mit je 28 m³ sowie verschiedene Öltanks.
In den Aufbauten waren die Wohnungen für den Kapitän und den ersten Maschinisten mit Wohnküchen, Bädern und Toiletten sowie die Mannschaftsküche und ein Aufenthaltsraum mit Treppe zu den darunterliegenden Schlafräumen. Hinter den Aufbauten standen acht Seilwinden mit bis zu 1100 m Schleppdrähten in verschiedenen Stärken. Die Zugleistung betrug im Mittelrhein rund 13.000 Tonnen.

## Antrieb
Der Antrieb bestand aus vier Sulzer-Zweitakt-Dieselmotoren 9TD29 mit neun Zylindern. Die Maschinen hatten eine Bohrung von 290 mm und einen Hub von 500 mm. Bei einer Drehzahl von 340 Umdrehungen pro Minute leisteten sie 1.000 PS und waren umsteuerbar. Die Druckluft zum Anlassen und Umsteuern wurde in acht Behältern gespeichert, sechsmal 800, einmal 500 und einmal 250 Liter. Im hinteren Teil des Maschinenraums war der Steuerstand für alle vier Maschinen.

## Verbleib
Die Unterwalden wurde 1971 außer Dienst gestellt und 1973 in die Niederlande verkauft. 1979 erfolgte der Umbau zum Kabinenschiff Regina Rheni. Dabei wurden die vier Maschinen durch zwei Deutz-Motoren mit je 730 PS ersetzt. Seit 1984 fährt das Schiff unter dem Namen Serena mit Heimathafen Heesch und der ENI 02322470.